# Barthes de l'Adour
Barthes de l'Adour este o arie protejată (sit de importanță comunitară — SCI) din Franța întinsă pe o suprafață de 12.246 ha, integral pe uscat.

## Localizare
Centrul sitului Barthes de l'Adour este situat la coordonatele 43°33′07″N 1°12′24″W / 43.55188°N 1.20669°V.

## Înființare
Situl Barthes de l'Adour a fost declarat arie specială de conservare în baza directivei 92/43 din 1992 referitoare la conservarea habitatelor naturale și a faunei și florei sălbatice pentru a proteja 3 specii de plante și 17 specii de animale.

## Biodiversitate
Situată în ecoregiunea atlantică, aria protejată conține 16 habitate naturale: Liziere de ierburi înalte hidrofile de câmpie și de nivel montan până la alpin, Păduri mixte riverane de Quercus robur, Ulmus laevis și Ulmus minor, Fraxinus excelsior sau Fraxinus angustifolia, de-a lungul marilor râuri (Ulmenion minoris), Ape stătătoare oligotrofe până la mezotrofe, cu vegetație de Littorelletea uniflorae și/sau de Isoëto-Nanojuncetea, Pajiști cu Molinia pe soluri calcaroase, turboase sau argilos-nămoloase (Molinion caeruleae), Ape puternic oligomezotrofe cu vegetație bentonică cu Chara spp., Cursuri de apă de la nivel de câmpie la nivel montan, cu vegetație Ranunculion fluitantis și Callitricho-Batrachion, Ape oligotrofe din câmpii nisipoase, cu un conținut foarte redus de minerale (Littorelletalia uniflorae), Mlaștini calcaroase cu Cladium mariscus și specii de Caricion davallianae, Râuri cu maluri nămoloase cu vegetație de Chenopodion rubri p.p. și Bidention p.p., Mlaștini oligotrofe degradate, capabile încă de regenerare naturală, Pajiști umede atlantice temperate cu Erica ciliaris și Erica tetralix, Fânețe de joasă altitudine (Alopecurus pratensis, Sanguisorba officinalis), Turbării active, Depresiuni pe substraturi de turbă de Rhynchosporion, Păduri aluvionare cu Alnus glutinosa și Fraxinus excelsior (Alno-Padion, Alnion incanae, Salicion albae), Lacuri eutrofice naturale cu vegetație de tip Magnopotamion sau Hydrocharition.
La baza desemnării sitului se află mai multe specii protejate:
- plante (3): Marsilea quadrifolia, Angelica heterocarpa, Luronium natans
- mamifere (7): liliac cârn (Barbastella barbastellus), nurcă (Mustela lutreola), vidră de râu (Lutra lutra), liliacul mic cu potcoavă (Rhinolophus hipposideros), liliac comun (Myotis myotis), liliacul mare cu potcoavă (Rhinolophus ferrumequinum), liliac cu urechi de șoarece (Myotis blythii)
- nevertebrate (6): Coenagrion mercuriale, croitorul mare al stejarului (Cerambyx cerdo), Gomphus graslinii, rădașcă (Lucanus cervus), fluturele purpuriu (Lycaena dispar), Oxygastra curtisii
- pești (3): Petromyzon marinus, Alosa alosa, Alosa fallax
- reptile (1): țestoasa de baltă (Emys orbicularis)

Pe lângă speciile protejate, pe teritoriul sitului au mai fost identificate 1 specie de plante, 1 specie de păsări, 5 specii de amfibieni, 12 specii de mamifere, 2 specii de nevertebrate, 1 specie de pești, 4 specii de reptile.